# 3-й гвардійський танковий корпус (СРСР)
3-й гвардійський танковий Котельниковський Червонопрапорний, ордена Суворова корпус — оперативно-тактичне військове об'єднання в складі ЗС СРСР періоду Другої Світової війни.

## Бойовий шлях
Корпус створений відповідно до наказу НКО СРСР № 413 від 29 грудня 1942 року шляхом перетворення з 7-го танкового корпусу. 25 травня 1943 року корпус отримав Гвардійський прапор.
У складі 2-ї гвардійської, 4-ї гвардійської, 38-ї та 5-ї гвардійської танкової армій 3-й гвардійський корпус воював на Південному, Степовому, Ленінградському, 2-му Українському та 2-му Білоруському фронтах.
Брав участь в Ростовській наступальній операції, Курській битві, операціях «Полководець Румянцев» і «Багратіон», Східно-Померанській та Берлінській стратегічних операціях.
Наказом НКО СРСР № 0013 від 10 червня 1945 року 3-й гвардійський танковий корпус переформовано в 3-тю гвардійську танкову дивізію.

## Склад
- Управління корпусу;
- 3-тя гвардійська танкова бригада;
- 18-та гвардійська танкова бригада;
- 19-та гвардійська танкова бригада;
- 2-га гвардійська мотострілецька бригада;
- Корпусні частини:
  - 430-й окремий батальйон зв'язку (з 18.07.1943);
  - 154-й окремий саперний батальйон (з 18.07.1943);
  - 218-та окрема рота хімічного захисту (з 18.07.1943);
  - 7-ма окрема гвардійська автотранспортна рота підвозу ПММ;
  - 114-та польова авторемонтна база;
  - 74-та польова танкоремонтна база (з 26.03.1943);
  - 266-та окрема авіаланка зв'язку (з 18.07.1943);
  - 43-й польовий автохлібозавод (з 18.07.1943);
  - 418-та польова каса Держбанку (з 18.07.1943);
  - 2106-та воєнно-поштова станція.

## Нагороди і почесні звання
- Котельниковський (Наказ НКО № 42 від 27 січня 1943).
- Орден Червоного Прапора (Указ Президії ВР СРСР від 23.07.1944) — за визволення м. Мінськ.
- Орден Суворова 2-го ступеня — за успішні бої в Померанії.

## Командування

### Командирикорпусу
- генерал-лейтенант танкових військ Ротмістров Павло Олексійович (29.12.1942-22.02.1943);
- генерал-майор танкових військ Вовченко Іван Антонович (02.03.1943-10.08.1944);
- генерал-лейтенант танкових військ Панфілов Олексій Павлович (11.08.1944-10.06.1945).

### Начальники штабу
- полковник Баскаков Володимир Миколайович (з грудня 1942);
- полковник, генерал-майор (з 11.03.1944) Малишев Михайло Іванович (з весни 1943).